# بين سيدون
بين سيدون (بالإنجليزية: Ben Seddon)‏ هو لاعب كرة قدم بريطاني في مركزي الدفاع وقلب الدفاع، ولد في 5 فبراير 1952 في ليفربول في المملكة المتحدة. لعب مع ماكليسفيلد تاون ونادي ترانمير روفرز ونادي رانكورن هالتون ونادي ساوثبورت ونادي نيوتاون وويغان أتلتيك.